# Russische Flottenoperation im Bottnischen Meerbusen 1714

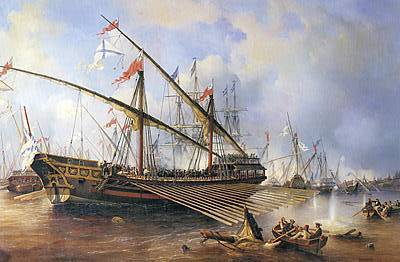
Russische Galeere aus dem Großen Nordischen Krieg

Die Russische Flottenoperation im Bottnischen Meerbusen 1714 war der Auftakt einer ganzen Reihe Russischer Verwüstungen der schwedischen Küste im Großen Nordischen Krieg. Die Unternehmung endete in einem Fiasko, da von 60 Galeeren 16 durch Stürme in der Ostsee versanken, wobei insgesamt 285 russische Soldaten ertranken.

## Vorgeschichte
Bis 1714 gelang es den Russen von Grund auf eine Flotte in der Ostsee aufzubauen, die der schwedischen Kriegsflotte ebenbürtig war.
Nach der Seeschlacht bei Hanko zog sich die schwedische Flotte aus dem Finnischen Meerbusen zurück und kreuzte zwischen den Alandinseln und Gothland. Dies erlaubte es den russischen Schiffen, einen Vorstoß in die westliche Ostsee zu unternehmen. Am 14. August 1714 landete die russische Flotte mit 60 Galeeren und 16.000 Mann auf den Alandinseln. Die russischen Segelkriegsschiffe verließen Reval mit dem Ziel Helsingfor. Am 1. September 1714 kehrte Peter I. von Åbo nach Helsingfors zurück und sandte die Galeerenflotte nach Björkö. Dabei wurde am 11. September 1714 eine Galeere beschädigt. Am 15. September erreichte die Flotte Kronschlot.

## Operation der Galeerenflotte im Bottnischen Meerbusen

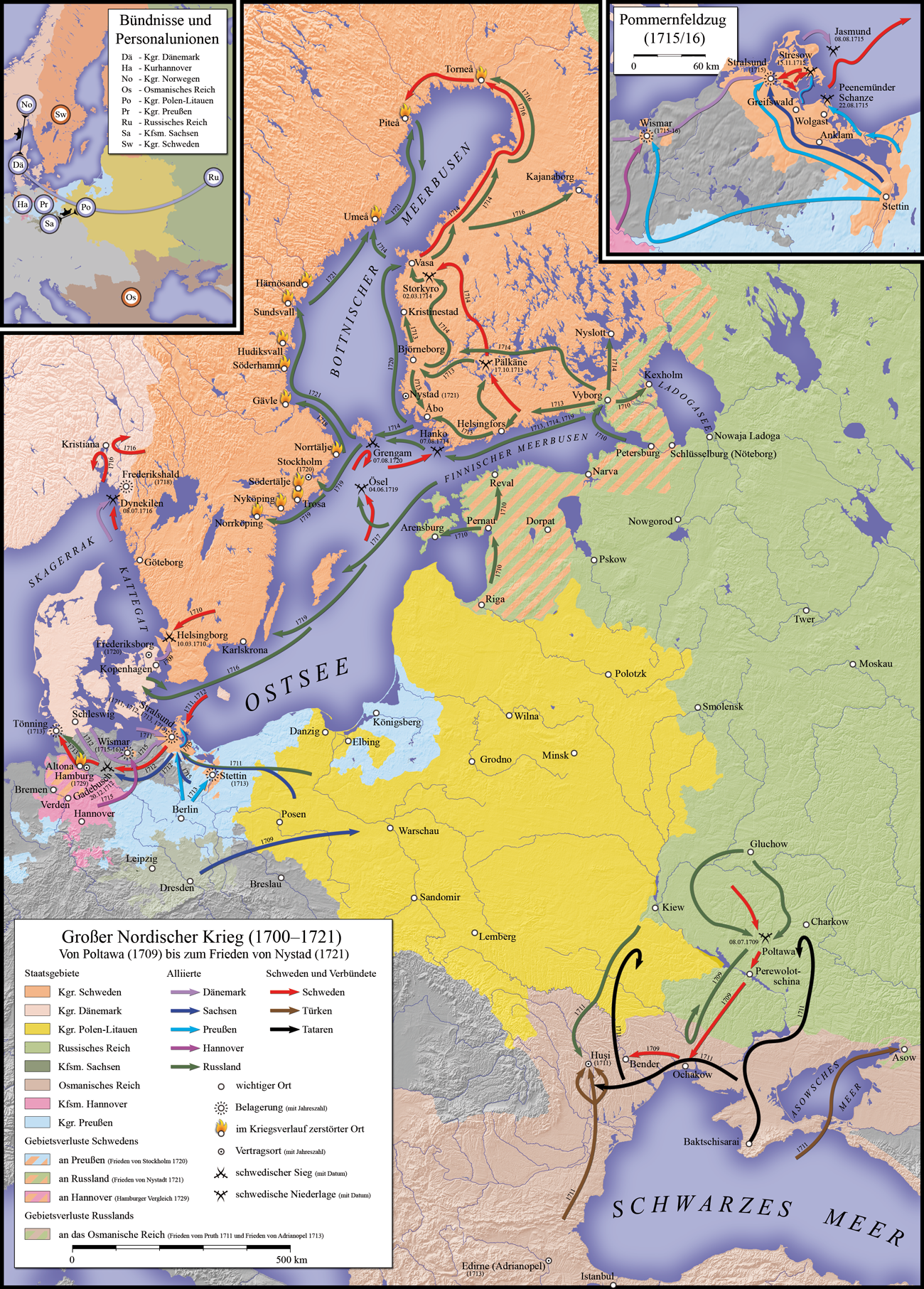
Abbildung der Flottenoperation

Zeitgleich erhielt Fjodor Matwejewitsch Apraxins Galeerenflotte den Auftrag, den Bottnischen Meerbusen hinaufzurudern. Am 20. September erreichte die russische Galeerenflotte Vaasa. Von dort entsandte Apraxin neun Galeeren unter Kommando von Michail Golizyn für weitere Angriffe auf schwedische Küstenorte.
Bis dahin hatte Apraxin bereits zwei Galeeren verloren und musste vier Galeeren für Reparaturen zurückschicken. Am gleichen Tag segelten die verbliebenen Galeeren von Vaasa weiter nördlich hinauf bis Nykarleby, um sich dort mit einer russischen Abteilung unter Kommando von Generalleutnant Robert Bruce, die von Tavastehus anmarschierten zu treffen. Dort sollten nach russischen Informationen 600 schwedische Reiter unter Kommando von Generalmajor Armfelt stehen. Diese zogen sich bei Herannahen der Russen zurück. Die russische Abteilung erhielt von Apraxin den Befehl, bis November dort zu verbleiben, während Apraxin Anfang Oktober 1714 mit der Flotte zurückruderte.
Aufgrund schlechten Wetters musste die Flotte einige Tage bei der Insel Wargo ankern. Anschließend ruderte die Flotte nach Kristinestad. Auf dem Weg wurde die Flotte von einem starken Sturm getroffen, wobei weitere fünf Galeeren verloren gingen. Die Flotte benötigte weitere drei Tage, um die Sturmschäden der verbliebenen Schiffe auszubessern. Am 19. Oktober erreichte die Flotte Berenburg, wo sie weitere zehn Tage verblieben. Dort erreichte sie der Generalmajor Golizyn am 29. Oktober mit nur noch vier Galeeren von einstmals neun.
Golizyns Galeeren waren nach der Trennung mit Apraxins Flotte bis zur Stadt Umeå gerudert. Golyzin landete mit 800 Mann bei Umeå. Die dort stationierten schwedischen Truppen unter Generalmajor Ramsay zogen sich daraufhin ins Landesinnere zurück. Auch die Einwohner flohen vor den Russen. Anschließend wurde die Stadt abgebrannt und ein paar schwedische Boote zerstört. Auf dem Rückweg gerieten die Galeeren ebenfalls in einen Sturm, wobei fünf von ihnen sanken. Am 30. September 1714 gingen die verbliebenen Schiffe nach Lawscheer, wo sie wiederum aufgrund ungünstiger Winde verweilen mussten. Am 12. Oktober ermöglichte besseres Wetter die Weiterfahrt bis zum Treffpunkt mit Apraxins Flotte.
Gemeinsam ruderte die wieder vereinte Flotte zurück bis Nystad.

## Verluste
Apraxins Flotte verlor insgesamt elf Galeeren. Dabei ertranken 211 Soldaten. Golyzins Flotte verlor fünf Galeeren, wobei 74 Soldaten ertranken. Von den 16 gesunkenen Galeeren waren neun Schiffe erst kürzlich in Dienst gestellt worden.
Am 10. November 1714 wurde die Flotte in ihre Winterquartiere bei Nystad, nördlich von Abo geschickt. Sie bestand nur noch aus 47 Galeeren. Über den Winter wurden neue Galeeren gebaut, die die Stärke der Schärenflotte zu Beginn der nächsten Operation im Folgejahr nahezu verdoppelte.